# Johann Siegismund Scheller
Johann Siegismund Scheller, auch Johann Sigismund Scheller, († 21. Februar 1781) war ein deutscher Jurist, gräflich-schönburgischer Rat und Amtmann zu Glauchau und später kurfürstlicher Gerichtsdirektor in Zwickau sowie Rittergutsbesitzer in Oberheldrungen.

## Leben
Scheller war der Sohn des schwarzburgischen Hof- und Kammerrates Johann Jacob Scheller in Arnstadt.
Im Jahre 1738 wurde er an der Universität Altdorf zum Dr. jur. promoviert. Seine Dissertation trägt den Titel Meditationes inaugurales de iure et reservato imperatoris, mittendi commissarios ad actum electionis ecclesiasticorum S. R. G. I. principum et praesulum.
Bereits im Jahre 1750 hatte sich Scheller erfolgreich darum bemüht, das Gut des Amtsverwalters Johann Christoph Nürnberger aus Burgheßler in der im kursächsischen Amt Heldrungen gelegenen kleinen Gemeinde Heldrungen zu erhalten. Drei Jahre später kaufte er dann von Nürnberger dessen Lehngut in Oberheldrungen. Zum Abschluss des Kaufvertrages war er nach Burgheßler gereist. Zum Glauchauer Archivar Carl Erdmann Nitsche muss Scheller ein inniges Verhältnis gehabt haben, denn er bestimmte ihn zum Mitbelehnten des Oberheldrunger Gutes. Im Falle seines kinderlosen Todes wäre Oberheldrungen an Nitsche gefallen, doch so weit kam es nicht.
1752 wurde er von Georg Ackermann wegen Aufwiegelung verklagt. Der Prozess dauerte mehrere Jahre und endete 1755 mit dem Ergebnis, dass Scheller das schönburgische Glauchau verließ und sich in der benachbarten kursächsischen Amtsstadt Zwickau niederließ. Spätestens 1764 hatte er hier einen neuen Wirkungsort gefunden. 1778 lebte er im benachbarten Planitz. Er folgte dem 1776 verstorbenen Christian Friedrich Koch als Gerichtsdirektor nach. Als solcher ließ er beispielsweise im Juli 1776 die wegen des Planitzer Erdbrandes verstürzten drei Planitzer Steinkohlenschächte wieder öffnen.
Als Scheller 1781 starb, hinterließ er als Erbin die Tochter Christiana Maria, die mit Carl Anton Dittmar verheiratet war, der als Sekretär bei der Landesregierung in Dresden arbeitete.